# Have You Seen Your Mother, Baby, Standing in the Shadow?
Have You Seen Your Mother, Baby, Standing in the Shadow? è un brano musicale del gruppo rock britannico The Rolling Stones. La canzone è stata pubblicata su singolo nel settembre 1966, e successivamente inclusa come prima traccia della versione inglese della compilation Big Hits (High Tide and Green Grass) uscita nello stesso anno.

## Il brano
Scritta da Mick Jagger e Keith Richards, la canzone venne registrata a fine estate 1966 durante le prime sessioni per l'album Between the Buttons. Il brano è celebre, oltre che per il suo titolo oltraggioso e lievemente sinistro (che in italiano è traducibile con: "Bambina, hai visto tua madre restare in piedi nell'ombra?"), anche per l'arrangiamento degli strumenti a fiato (opera di Mike Leander) e per essere una delle prime composizioni in ambito pop a far uso del feedback chitarristico. Inoltre è il primo brano dei Rolling Stones a contenere strumenti a fiato. Gli Stones affermarono di non essere comunque rimasti completamente soddisfatti del risultato finale, citando la perdita di potenza della sezione ritmica nella versione pubblicata.
Have You Seen Your Mother, Baby, Standing in the Shadow? fu pubblicata come singolo nel settembre del 1966 sia in Gran Bretagna che negli Stati Uniti, e raggiunse le posizioni in classifica numero 5 e 9 rispettivamente. La B-side del singolo era Who's Driving Your Plane?, un pezzo blues, che, per ragioni ignote, venne indicato erroneamente sulla copertina del 45 giri statunitense come Who's Driving My Plane?.
Anche la copertina del singolo suscitò scalpore alla sua uscita, avendo una fotografia dei membri della band travestiti da donne (secondo alcuni critici anticipando così l'estetica Glam di parecchi anni). Il filmato promozionale girato da Peter Whitehead per la canzone, viene considerato uno dei primi esempi di video musicale della storia.
Nel 2002, la traccia è stata inclusa nella compilation Forty Licks con il titolo abbreviato in Have You Seen Your Mother Baby?.

### Esecuzioni dal vivo
Il brano non è stato più suonato live dagli Stones sin dal tour del 1966; tuttavia, Jagger ha eseguito da solo la canzone a New York nel 1993 durante un concerto per promuovere il suo album solista Wandering Spirit.

## Formazione
- Mick Jagger - voce, battito di mani
- Keith Richards - chitarra, cori
- Brian Jones - chitarra distorta, pianoforte
- Bill Wyman - basso, cori
- Charlie Watts - batteria
- Mike Leander Orchestra - tromba

## Cover
- Nel 1966 in Italia il brano uscì su 45 giri con il titolo tradotto in Baby, hai visto tua madre che sta nell'ombra? (Decca F 12497), ma con la traccia comunque cantata in inglese dagli Stones. Sempre nel '66 uscì una cover vera e propria del brano in italiano intitolata Non ho più paura dell'ombra e cantata da Piero Focaccia.[1][2]